# Hanna Ludwig
Hanna Ludwig (Lauterach, Àustria, 10 de gener de 1918 - Salzburg, 11 de març de 2014) fou una cantant operística i de concerts alemanya en tessitura de contralt i mezzosoprano, a més de pedagoga de cant.

## Biografia
Ludwig va rebre lliçons de veu de Luise Willer i Rudolf Hartmann a Múnic, així com de Franziska Martienssen-Lohmann. El 1949 va debutar al Teatre de Coblença. De 1951 a 1952 va treballar al Stadttheater (Teatre Estatal) de Friburg de Brisgòvia.
Els anys 1951 i 1952 va cantar al Festival de Bayreuth el papers de Wagner de Wellgunde en Der Ring des Nibelungen i una de les Blumenmädchen, així com un Escuder a Parsifal. A més a més, en 1951 va cantar el paper de Rossweisse i el 1952 el de Waltraute a Die Walküre.
La seva següent parada va ser la Deutsche Oper am Rhein de Düsseldorf, on va actuar entre 1952 i 1959. A La Scala de Milà, va actuar com a Waltraute de Die Walküre el 1955 i com al patge d'Herodies a Salomé d'Strauss el 1956. De 1956 a 1962, va fer aparicions com a convidada a l'Òpera Estatal de Viena, incloent-hi Octavian en Der Rosenkavalier, com al Compositor en Ariadne auf Naxos i com a Jocasta en Oedipus Rex. Altres aparicions com a convidada la van portat al Teatre San Carlo de Nàpols (1952), al Teatro La Fenice de Venècia, a Amsterdam, a Zúric (1955 com a Clairon in Capriccio), Barcelona, Dublín i Ginebra. El 1958 va actuar en Ariadne auf Naxos al Holland Festival. Al Gran Teatre del Liceu de Barcelona va participar en la temporada 1957-1958 del Liceu en les representacions de les òperes Martha de Flotow i Les noces de Fígaro de Mozart.
Entre 1959 i 1968 va pertànyer a l'Ensemble de l'Òpera de Colònia. El 23 de novembre de 1959 va aprticipar, en aquest teatre, en l'estrena mundial de l'òpera Der Tod des Grigori Rasputin (el fi de Rasputin) de Nicolas Nabokov. Va participar també en produccions a l'Òpera de Washington i al Teatro Verdi de Trieste.
En 1963 va cantar al Festival de Salzburg com a contralt solista el Rèquiem de Mozart. Altres rols del repertori de Ludwig van ser els de Dorabella en Così fan tutte, Orfeu en Orfeu i Eurídice, Cherubino a Les noces de Fígaro, Ortrud a Lohengrin, Fricka de Der Ring des Nibelungen, Brangäne en Tristan und Isolde, Kundry en Parsifal, Clairon en Capriccio, Baronessa Grünwiesel en Der junge Lord, Eboli en Don Carlos, el paper principal de Carmen i Nicklausse en Les Contes d'Hoffmann.
Com a cantant de lieder va realitzar gires per Nord i Sud-amèrica, el Japó i altres llocs d'Àsia. En 1968 es va retirar dels escenaris. Va impartir classes a l'Acadèmia de Música d'Ankara i al Mozarteum de Salzburg, inicialment com a professor i, des de l'any 1971 al 1983, com a catedràtic. El 1987 va impartir cursos de formació vocal a Manila i a Hong Kong. Diana Damrau va ser un dels seus deixebles.
En el seu honor es va crear el Premi Hanna Ludwig el 1998, amb motiu de la concessió de la Medalla d'Or de la Universitat Mozarteum.